# Jan Kohout (továrník)

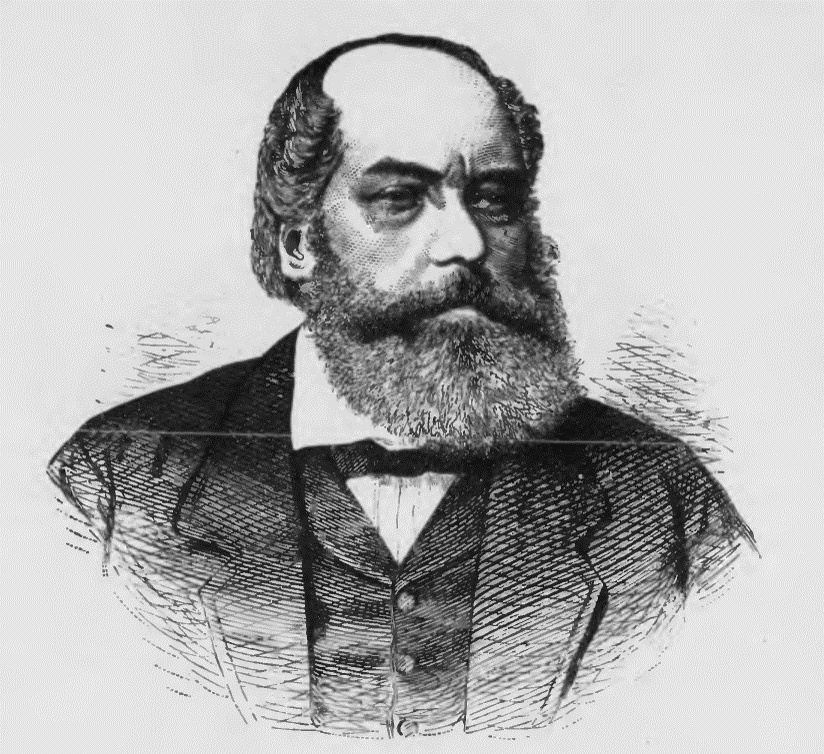
Jan Kohout

Jan Kohout, psán též Kohaut (10. května 1819 Křečkov – 30. prosince 1884 Smíchov, dnes Praha) byl český strojírenský podnikatel, stavitel, majitel továrny na výrobu mlýnských parních strojů na Smíchově, původně vyučený truhlář. Byl nadšeným podporovatelem cyklistiky, zakladatelem prvního velocipedistického klubu v Rakousku-Uhersku a roku 1880 se jeho firma stala vůbec první v říši, která vyrobila vysoké kolo, tedy velociped. Byl otcem cyklistických závodníků Františka, Josefa a Petra Kohoutových.

## Život

### Mládí

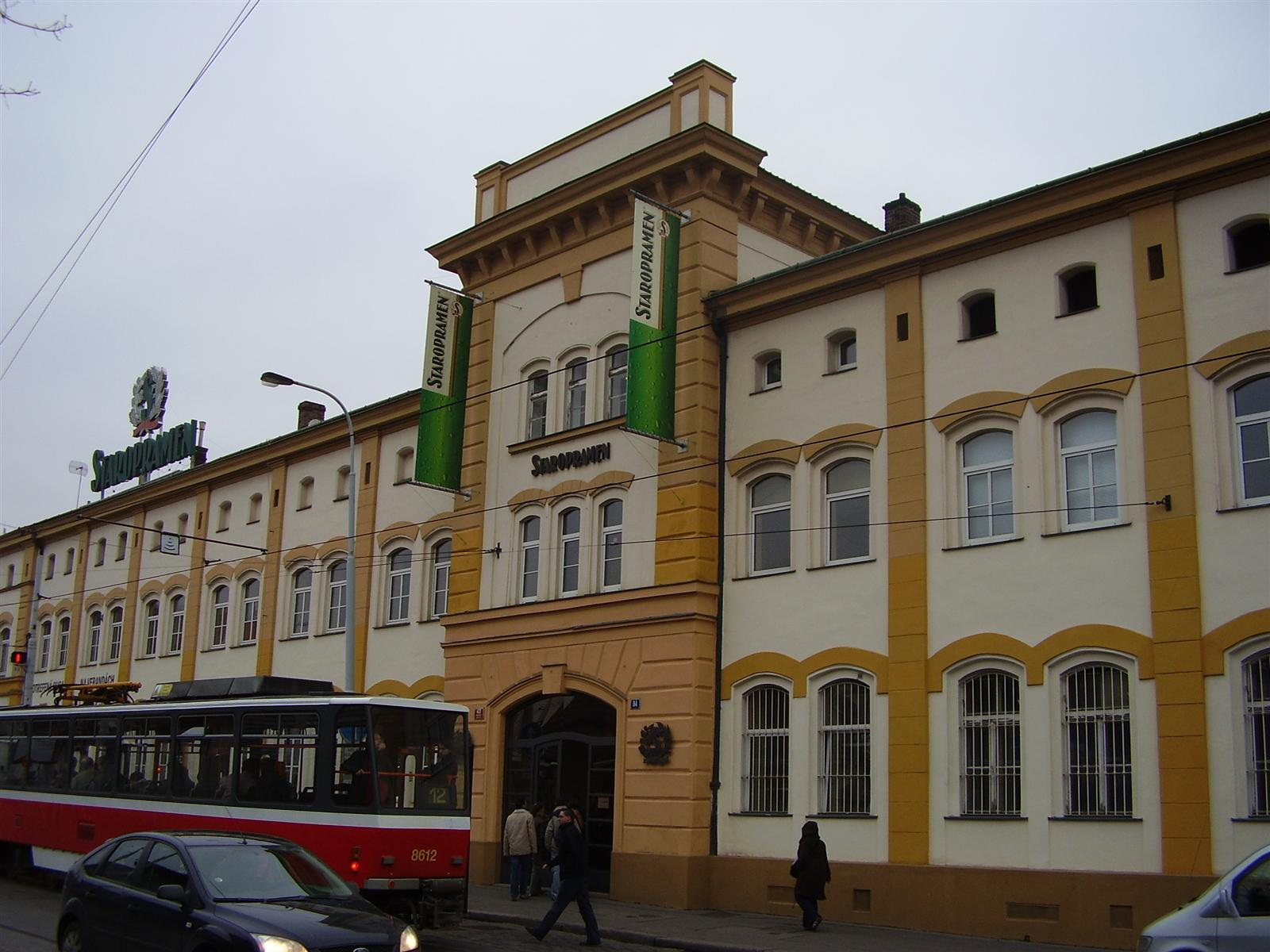
Akciový pivovar na Smíchově, později Staropramen, Praha, 1871

Narodil se v nemajetné rodině chalupníka Františka Kohouta a jeho manželky Kateřiny, v polabské obci Křečkov nedaleko od Poděbrad. Vyučil se truhlářem a sekerníkem, následně odešel pracovat do Prahy, Liberce a do Dolního Rakouska. Zde si osvojil znalosti též v oboru strojnictví. Po více než šestileté praxi byl Jan Kohout najat jako mistr na stavbu parního mlýna v Čejči na jižní Moravě, následně řídil stavbu stejných typů budov v Lovosicích a na Smíchově u Prahy (někdejší parní mlýn Plzeňka).

### Založení firmy
Na Smíchově se rozhodl usídlit a roku 1849 zde otevřel svou továrnu na výrobu mlýnských a hospodářských strojů poblíž silnice na Strakonice, č. p. 352 (pozdější ulice Svornosti).
Ve svém podnikání byl mimořádně úspěšný, jeho firma realizovala nespočet stavebních a výrobních zakázek, především pro zařízení výrobních provozů parních mlýnů, lihovarů, pivovarů či cukrovarů. Nedaleko továrny navíc roku 1862 začal vznikat areál smíchovských nádraží, což usnadnilo spedici výrobků firmy. Kohout se zapojil do vzniku Akciového pivovaru na Smíchově, později se stal jeho hlavním akcionářem. Jeho firma prováděla též stavební a konstrukční práce.
Jan Kohout byl také významnou osobností českého vlasteneckého života, v jeho domě na Smíchově, který si v rohu areálu své své továrny dal postavit. Byl osobním přítelem Františka Palackého, Františka Ladislava Riegra nebo Vítězslava Hálka.

### Velocipedy

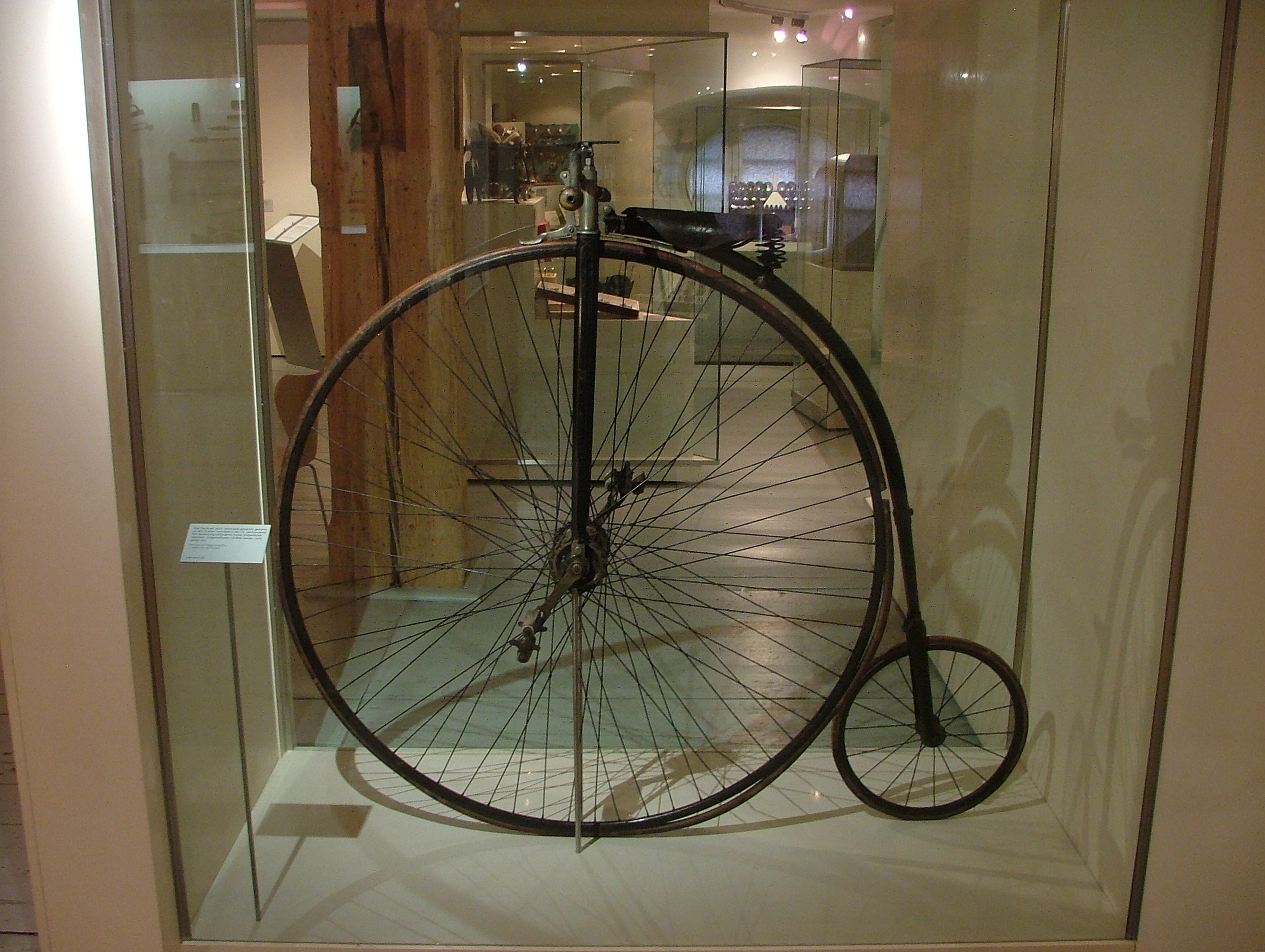
Velociped

Roku 1879 pobýval u Kohouta na návštěvě na Smíchově anglikánský farář James Piricho, jehož synovec William Crowl s sebou přivezl svůj velociped značky Excelsior. Exhibiční jízdě na dvoře Kohoutovy továrny byli přítomni Jan Kohout, jeho synové František a Josef a další. Stroj všechny přítomné nadchnul a poté, co jej vyzkoušel pražský jezdec na kostitřasu Otto Schulz, okamžitě u Kohouta objednal výrobu takového velocipedu s kluznými ložisky. Firma zakázku dokázala splnit a již na sklonku téhož roku vyrobila tři kusy kol, pro Schulze a také pro Kohoutovy syny Františka a Josefa.
První prototypy s dřevěnými prvky se pro delší jízdu ukázaly nevhodné, hned roku 1880 byly vyrobeny tři nové stroje, tentokrát v celokovové konstrukci. Na základě tohoto typu stroje pak firma začala velocipedy vyrábět od roku 1880 sériově pod značkou Kohout. V témže roce také Jan Kohout stál u založení České společnosti velocipedické, prvního sportovního klubu v Rakousku-Uhersku. Oba jeho synové se úspěšně věnovali cyklistickým závodům.

### Náhlé úmrtí
Zemřel náhle na Smíchově 30. prosince 1884 ve věku 65 let.

### Rodinný život
Jan Kohout byl ženat, manžela Johanna (1834–1908). Zanechal po sobě pět synů a dvě dcery. Po jeho smrti převzal rodinnou firmu syn František. Synové Václav a Petr byli členové a závodníci Klubu českých velocipedistů (KČV) Smíchov. Výroba velocipedů byla ve smíchovské továrně Kohout ukončena roku 1891, za tu dobu opustilo brány závodu mezi 700 a 900 kusy velocipedů Kohout.

## Připomínka
V roce 2024 byla jako připomínka na továrníka Jana Kohouta a jeho syna Josefa Kohouta (dvojici zakladatelů cyklistiky v Čechách) odhalena na pražském Smíchově plastika z nerezové oceli a plechu zpodobňující velocipedistu (cyklistu) na vysokém kole. Oba jmenovaní jako první v Čechách vyráběli vysoké velocipedy. Celokovová plastika je dílem sochařů Petra Holuba (* 21. května 1976 Praha) a Karla Holuba (* 22. srpna 1945). Secesní dům na adrese: Na Valentince 1003/1, 150 00 Praha 5 - Smíchov, nacházející se v blízkosti plastiky, je rodinná vila továrníka Jana Kohouta a jeho rodiny.

Plastika na pražském Smíchově
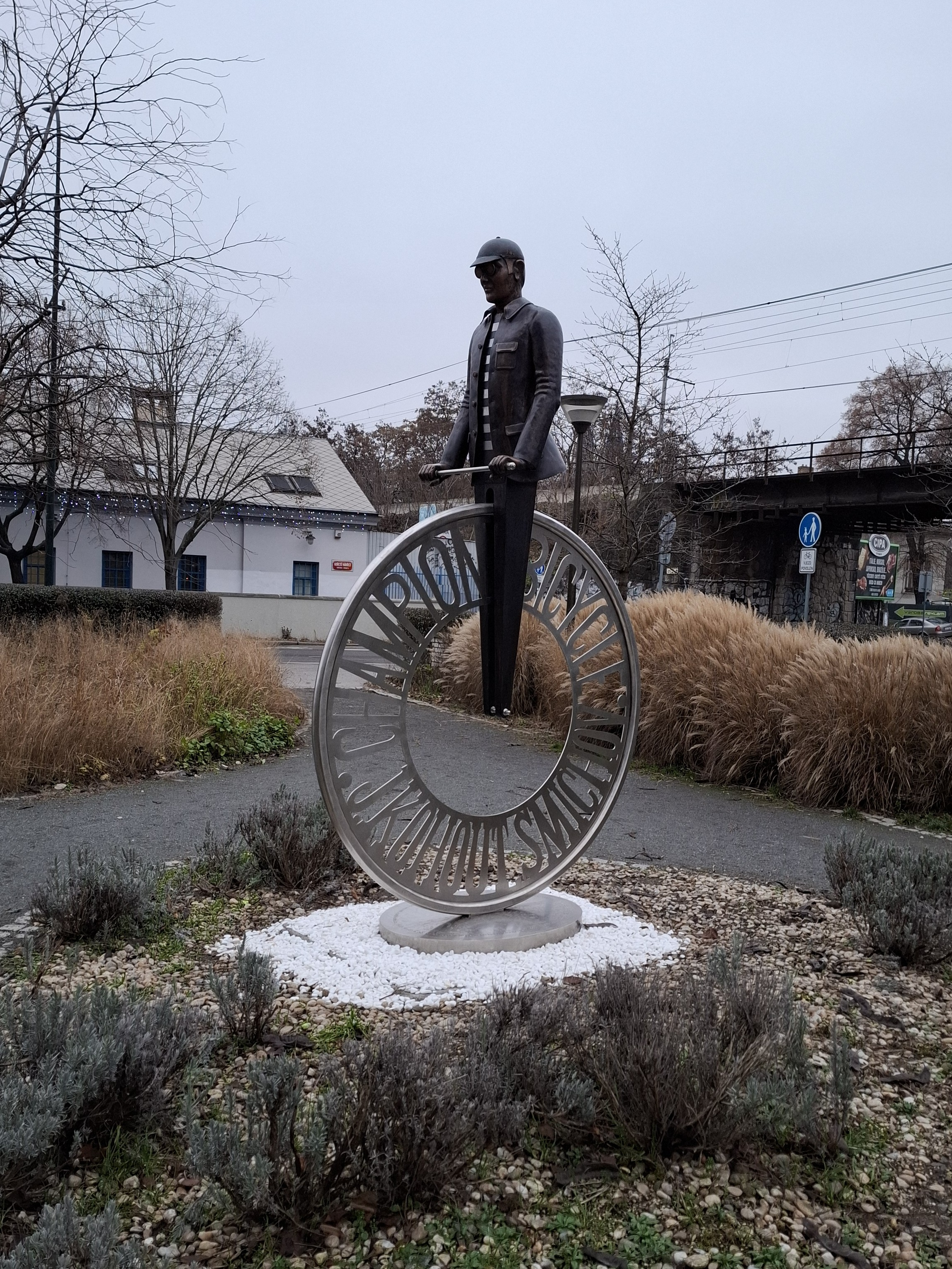
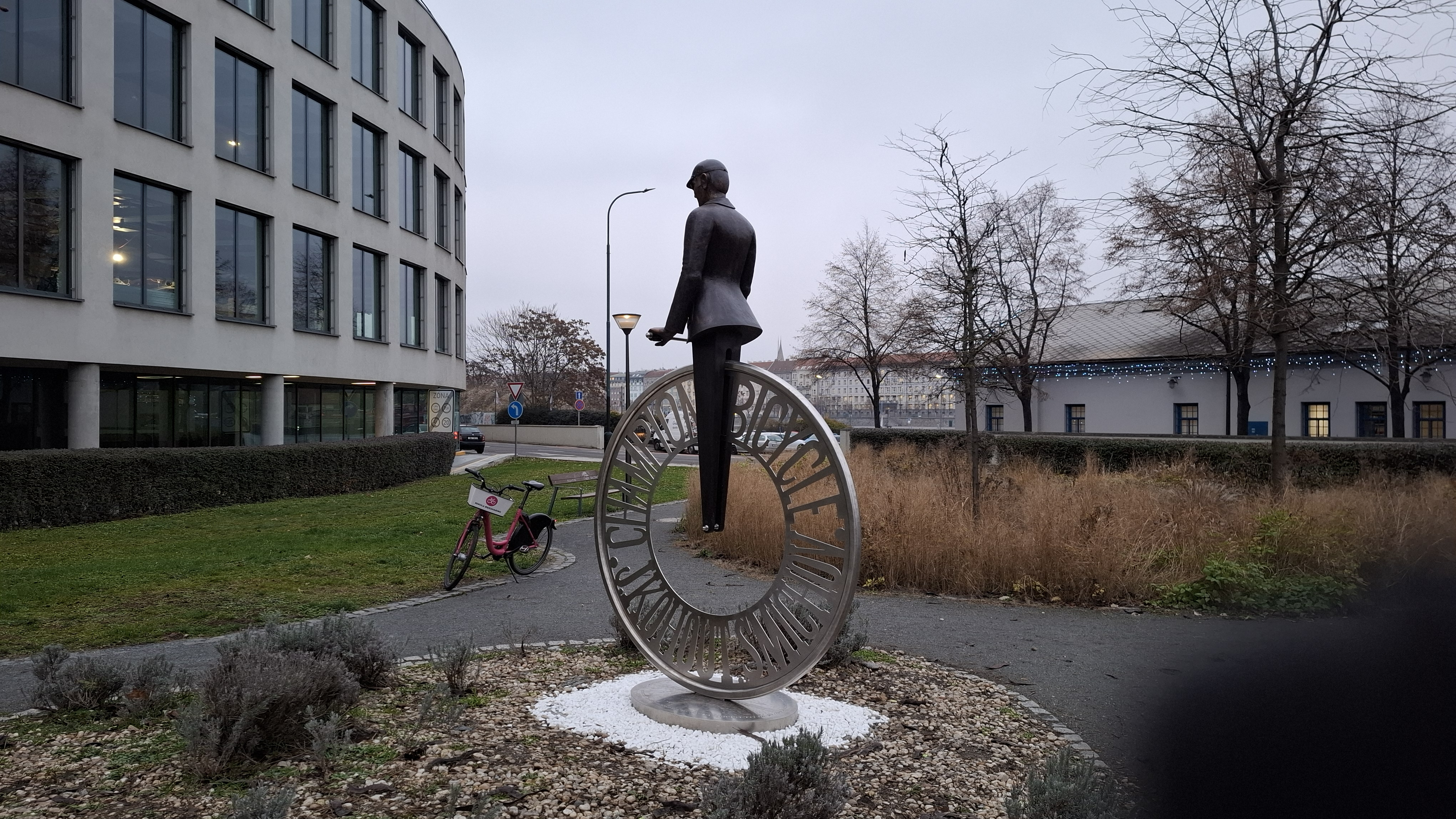